# Sporting Clube Petróleos do Bié
Maillots
Le Sporting Clube Petróleos do Bié est un club de football angolais basé à Kuito.